# Jean Schneider (médiéviste)
Pour les articles homonymes, voir Jean Schneider et Schneider.
Jean Schneider est un médiéviste français, né le 3 novembre 1903 à Metz et mort le 14 mai 2004 à Nancy. Spécialiste de l'histoire du Bas Moyen Âge, il fut professeur d'histoire médiévale à Nancy II et directeur d'études à l'École pratique des hautes études, IVe section. Il était membre de l'Académie des inscriptions et belles-lettres.

## Biographie
Jean Schneider naît le 3 novembre 1903, à Metz, une ville de garnison animée d'Alsace-Lorraine. Il fait ses études supérieures d'histoire aux universités de Besançon et de Strasbourg jusqu'à l'agrégation. Nommé professeur au lycée de Sarreguemines, au lycée de Metz (1932-1939), puis au lycée de Montpellier pendant l'Occupation, il est ensuite chargé d'enseignement à l'université de Nancy (1943). Arrêté en janvier 1944 par la Gestapo, il est déporté au camp de concentration du Struthof puis à celui de Dachau.
Il ne revint à Nancy qu'en mai 1945, où il soutint sa thèse de doctorat d'État sur la ville de Metz aux XIIIe et XIVe siècles (1948). Il occupa dès lors la chaire d'Histoire du Moyen Âge à la Faculté des Lettres. Il occupa le poste de doyen (1954-1956 ; 1959-1968) et s'occupa de la construction de la nouvelle faculté. Parallèlement, il devint directeur d'études à l'École pratique des hautes études (1957-1974), tout en poursuivant ses propres recherches sur la Lorraine et sur la civilisation médiévale. Il entra à l'Académie de Stanislas et fut élu en 1968 membre de l'Institut de France (Académie des inscriptions et belles-lettres). Il est à noter que malgré les demandes de carrières parisiennes, il préféra faire une carrière provinciale[réf. nécessaire].
Sa retraite prise, il continua ses recherches. Jean Schneider s'éteignit le 14 mai 2004. Son épouse Marie-Thérèse est décédée en 2008.

## Postérité
Jean Schneider a marqué et marque encore les esprits : Guy Bois, médiéviste, parle ainsi de son « despotisme éclairé ».

## Principales publications
- « Étude sur la fortune d'un patricien messin du XIIIe siècle, Arnoul Aixiet », in Annuaire de la Société d'histoire et d'archéologie de la Lorraine, 1938.
- « Note sur quelques documents concernant les cités lorraines au Moyen Âge », in Revue historique de la Lorraine, 1949.
- La Ville de Metz aux XIIIe et XIVe siècles, thèse de doctorat, 1950.

- Prix Gobert 1951 de l’Académie des inscriptions et belles-lettres.
- La cité de Verdun à la veille du Voyage d'Austrasie, Berger-Levrault, 1952.
- Recherches sur la vie économique de Metz au XVe siècle. Le livre de comptes des merciers messins Jean le Clerc et Jacquemin de Moyeuvre (1460-1461), 1951.
- Histoire de la Lorraine, coll. Que sais-je ?, 1951, rééd. 1967.
- Jean Schneider, Jean-Jacques Salverda de Grave, Eduard-Maurits Meijers, Le Droit coutumier de la ville de Metz au Moyen Âge, 1951-1967.
- Les Villes allemandes au Moyen Âge. Compétence administrative et judiciaire de leurs magistrats, in Recueils de la Société Jean Bodin, 1956.
- Clément Kieffer, co-écrit avec Gérald Collot, Éditions des musées de Metz, 1967.
- Les Origines des chartes de franchises dans le royaume de France (XIe – XIIe siècles) 1968.
- Lorraine et Bourgogne, 1473-1478. Choix de documents, 1982.

## Distinctions

### Décorations
- Commandeur de la Légion d'honneur
- Commandeur de l'ordre du Mérite (Allemagne).

### Récompenses
- Correspondant français de l'Académie des inscriptions et belles-lettres.
- Membre de la Société nationale des antiquaires de France (Paris).
- Membre du Comité français des sciences historiques (président), du Comité consultatif des Universités (vice-président), du Comité national de la recherche scientifique et du Conseil de l'enseignement supérieur.
- Membre de l'Académie nationale de Metz et de l'Académie Stanislas (Nancy).
- Docteur honoris causa de l'université de Liège.

## Sources
- « aibl.fr/membres/academiciens-d… »(Archive.org • Wikiwix • Archive.is • Google • Que faire ?)
- « Université Nancy 2 - inauguration plaque schneider », sur univ-nancy2.fr via Internet Archive (consulté le 31 décembre 2023)
- http://www.historiaurbium.org/english/schneider__en.html
- « L/'Histoire de l/'Université de Nancy », sur histoire.univ.nancy.free.fr (consulté le 31 décembre 2023)